# Coppa Italia 2001-2002 (hockey su ghiaccio)
La Coppa Italia 2001-2002 di hockey su ghiaccio fu la 6ª edizione del trofeo.

## Formula
La Final Four di Coppa Italia 2001-2002 è stata giocata tra le prime quattro squadre classificate al termine del primo girone di andata e ritorno della Serie A, ossia: Asiago Hockey, HC Bolzano, SHC Fassa e SV Ritten.

## Tabellone
|  | Semifinali    | Semifinali    | Semifinali   |              |        | Finale | Finale | Finale |  |
|  |               |               |              |              |        |        |        |        |  |
|  | Bolzano       | Bolzano       | 1            |              |        |        |        |        |  |
|  | Bolzano       | Bolzano       | 1            |              |        |        |        |        |  |
|  | Asiago        | Asiago        | 5            |              |        |        |        |        |  |
|  | Asiago        | Asiago        | 5            |              | Asiago | Asiago | 6      |        |  |
|  |               |               |              |              | Asiago | Asiago | 6      |        |  |
|  |               |               | Ritten-Renon | Ritten-Renon | 2      |        |        |        |  |
|  | Ritten-Renon  | Ritten-Renon  | Ritten-Renon | Ritten-Renon | 2      | 7      |        |        |  |
|  | Ritten-Renon  | Ritten-Renon  |              |              |        |        |        |        |  |
|  | Fassa Falcons | Fassa Falcons | 3            |              |        |        |        |        |  |

†: partita terminata ai tempi supplementari; ‡: partita terminata ai tiri di rigore

### Risultati

#### Semifinali
| 7 dicembre 2001, pala Hodegart |                       |               |
| Ritten-Renon                   | 7 - 3 (1-0, 2-2, 4-1) | Fassa Falcons |
| Asiago                         | 5 - 1 (3-0, 2-0, 0-1) | Bolzano       |

#### Finale
| Arbitri: | Moschen D'Alfi e Marri |

| |           |                                                               |
| M. Gendron (J. Parco, F. Armani) 19:55 M. Gendron (P. Cibien, Rigoni) 22:43 P. Cibien (E. Lecompte, L. Topatigh) 29:00 L. Topatigh (P. Cibien, G. Marchetti) 34:10 J. Cirone (M. Gendron, J. Parco) 43:30 M. Gendron (J. Cirone) 48:36 | Marcatori | 43:19 D. Vigl (M. Hafner) ? R. Ramoser (J. Kachur, E. Scelfo) |

 L'Asiago Hockey bissa il successo dell'anno precedente e vince la sua terza Coppa Italia.